# Đại đô thị

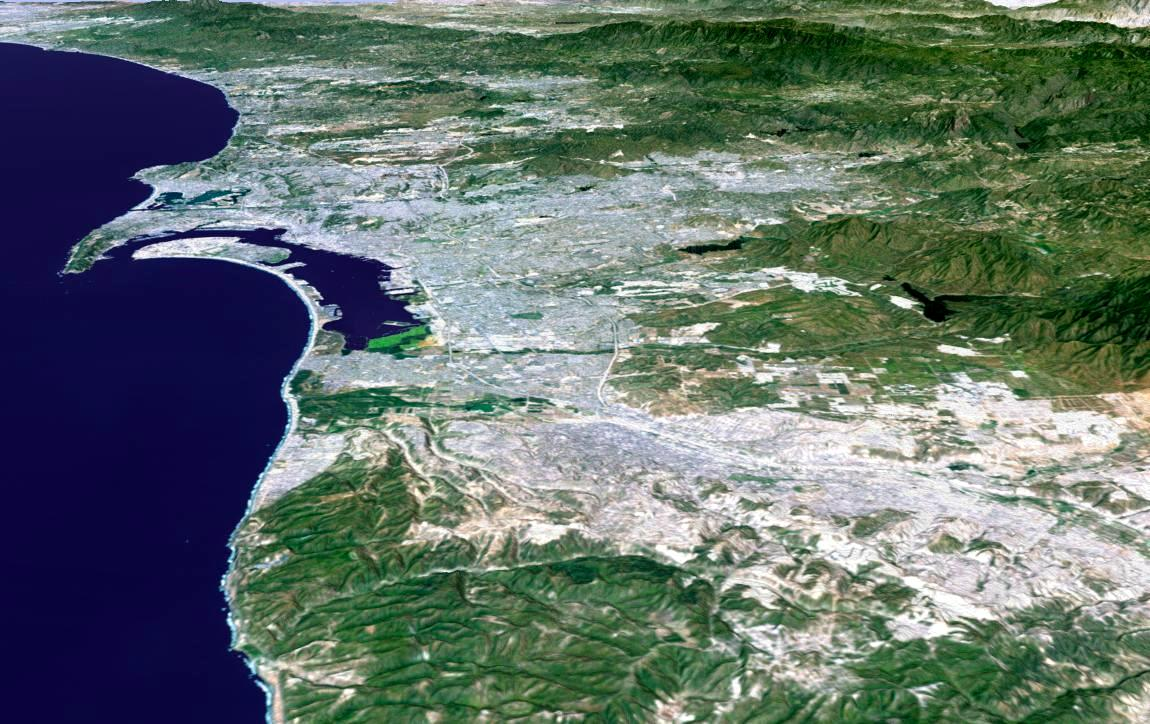
Một ví dụ về một đại đô thị là Vùng đô thị San Diego-Tijuana. Các thành phố cùng với nhau tạo nên một đại đô thị lưỡng quốc giữa México và Hoa Kỳ.

Trong nghiên cứu về các khu định cư của con người, một đại đô thị (tiếng Anh: urban agglomeration) là một khu vực thành phố hay thị trấn được mở rộng, bao gồm khu đô thị của một nơi được gọi là trung tâm (nơi trung tâm này thường là một khu tự quản) và bất cứ những khu vực ngoại ô nào được nối liền nhau qua khu đô thị liên tục này. Tại Pháp, Viện Thống kê Pháp INSEE dịch từ này thành "Unité urbaine" có nghĩa là khu đô thị nối tiếp nhau. Tuy nhiên, vì có sự khác biệt trong các định nghĩa rằng những gì tạo nên và không tạo nên một "đại đô thị" cũng như các tính chất đa dạng và giới hạn của các phương pháp tính toán dựa theo địa lý hoặc thống kê nên có thể rất mơ hồ để so sánh các đại đô thị khác nhau trên khắp thế giới. Chẳng hạn như, không rõ là một khu vực có nên được xem là một khu vực vệ tinh hay một phần của một đại đô thị hay bản thân chính nó là một thực thể riêng biệt.
Thuật ngữ đại đô thị (urban agglomeration) cũng có thể có mối liên hệ đến vùng đại đô thị (Conurbation) là thuật ngữ chi tiết hơn để chỉ các chùm đô thị lớn mà trong đó các vùng ảnh hưởng gồm có những thành phố hay thị trấn cá biệt được kết nối lại với nhau vì sự phát triển đô thị xảy ra liên tục không ngừng, thậm chí lan sang các vùng, bang hay quốc gia khác nhau, thí dụ như Lille - Kortrijk tại Pháp và Bỉ. Mỗi thành phố hay thị trấn trong một vùng đại đô thị có thể tiếp tục hoạt động như một điểm hội tụ độc lập, thiết yếu cho cả vùng đại đô thị.

## Những đại đô thị lớn nhất
Thuật ngữ "đại đô thị" rất thích hợp để định nghĩa dân số của những siêu-thành phố lớn như Tokyo, Thành phố Mexico, và Seoul. Các thành phố thí dụ là những siêu-thành phố đã mở rộng đủ để nuốt chửng các khu dân cư khác. Mặc dù về mặc hành chính thì những khu dân cư đó có thể là có chính quyền riêng biệt nhưng người dân ở đó có thể nói rằng họ đến từ thành phố trung tâm. 
Có vô số danh sách khác nhau về dân số đại đô thị. Hai trong số đó được trình bày dưới đây.
Theo một danh sách (01-01-2010), đại đô thị lớn nhất trên thế giới là như sau:
| Hạng | Tên bản địa       | Tên                | Quốc gia    | Châu lục | Dân số     |
| ---- | ----------------- | ------------------ | ----------- | -------- | ---------- |
| 1    | 東京              | Tokyo              | Nhật Bản    | Châu Á   | 34.000.000 |
| 2    | 广州              | Quảng Châu         | Trung Quốc  | Châu Á   | 24.200.000 |
| 3    | 서울              | Seoul              | Hàn Quốc    | Châu Á   | 24.200.000 |
| 4    | Ciudad de México  | Thành phố Mexico   | México      | Bắc Mỹ   | 23.400.000 |
| 5    | नई दिल्ली            | Delhi              | Ấn Độ       | Châu Á   | 23.200.000 |
| 6    | मुंबई               | Mumbai             | Ấn Độ       | Châu Á   | 22.800.000 |
| 7    | New York City     | Thành phố New York | Hoa Kỳ      | Bắc Mỹ   | 22.200.000 |
| 8    | São Paulo         | São Paulo          | Brasil      | Nam Mỹ   | 20.900.000 |
| 9    | Kalakhang Maynila | Vùng đô thị Manila | Philippines | Châu Á   | 19.600,000 |
| 10   | 上海              | Thượng Hải         | Trung Quốc  | Châu Á   | 18.400.000 |

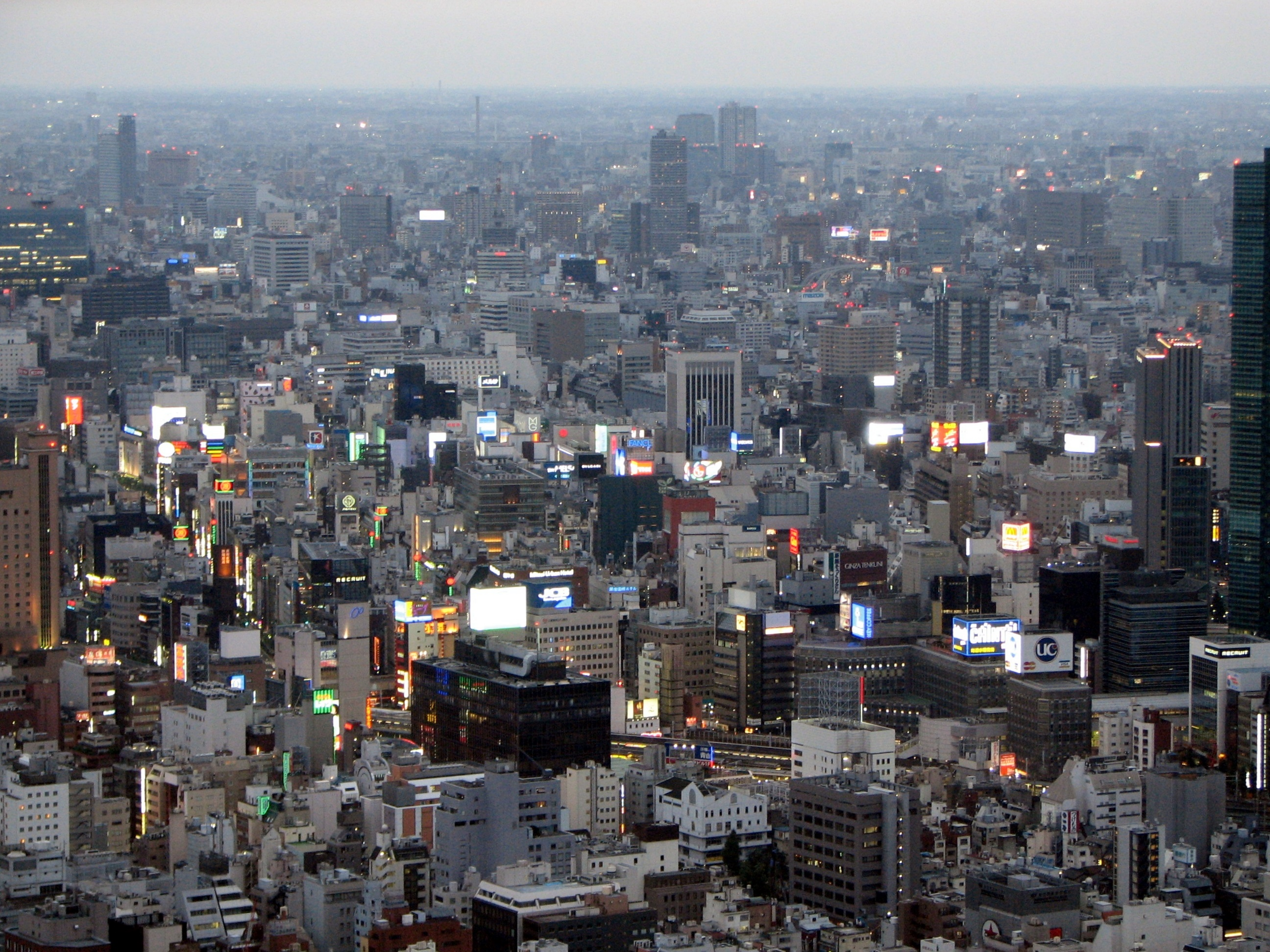
Vùng đại Tokyo có trên 35 triệu người.

(Thông tin trên được lấy từ: CityPopulation)
Một danh sách khác về căn bản cho thấy một số đại đô thị (so sánh với danh sách trên) có dân số nhỏ hơn vào năm 2010. Danh sách này sử dụng phương pháp ước tính dân số dựa theo các khu vực hành chính bên trong ranh giới của một khu vực có nhiều đô thị nối kết liên tiếp nhau. Sự khác biệt chính giữa hai con số về dân số trong hai danh sách là danh sách thứ nhất lấy dân số vùng đô thị thay cho dân số đại đô thị, thí dụ như New York, Mexico City, Mumbai và Delhi mà có thể thấy có các con số về dân số cao hơn so với danh sách thứ hai ở dưới đây.
10 đại đô thị lớn nhất tính theo dân số là:
| Hạng | Thành phố          | Quốc gia    | Dân số     |
| ---- | ------------------ | ----------- | ---------- |
| 1    | Tokyo              | Nhật Bản    | 35.200.000 |
| 2    | Jakarta            | Indonesia   | 22.000.000 |
| 3    | Mumbai             | Ấn Độ       | 21.255.000 |
| 4    | Delhi              | Ấn Độ       | 20.995.000 |
| 5    | Metro Manila       | Philippines | 20.795.000 |
| 6    | Thành phố New York | Hoa Kỳ      | 20.610.000 |
| 7    | São Paulo          | Brasil      | 20.180.000 |
| 8    | Seoul–Incheon      | Hàn Quốc    | 19.910.000 |
| 9    | Thành phố Mexico   | Mexico      | 18.690.000 |
| 10   | Thượng Hải         | Trung Quốc  | 18.400.000 |

(Thông tin trên được lấy từ Demographia)